# Hydriomena arctica
Hydriomena arctica är en fjärilsart som beskrevs av Paux 1901. Hydriomena arctica ingår i släktet Hydriomena och familjen mätare. Inga underarter finns listade i Catalogue of Life.